# Тадеуш Павліковський
Тадеуш Павліко́вський (пол. Tadeusz Pawlikowski; 9 листопада 1861, Медика — 28 вересня 1915, Краків) — польський театральний режисер і театральний діяч.

## Біографія
Народився 9 листопада 1861 року в селі Медиці (тепер Польща). Навчався у Відні, Лейпцигу, Веймарі і Майнінгені. У 1893—1899 і 1913—1915 роках був художнім керівником театру імені Словацького у Кракові. 
9 квітня 1900 року адміністрація львівської управи затвердила Тадеуша Павліковського директором Міського театру, відкриття якого планувалося на осінь того ж року. Важливою сторінкою у житті нового театру поруч з драматичними спектаклями стали оперні вистави. Перша опера, яку поставили на відкриття театру 4 жовтня 1900 року — опера «Янек» Владислава Желенського. За час директорства Павліковського було поставлено 43 опери та 45 опереток, у яких брали участь зірки оперної сцени, серед яких були й українські співаки — Олександр Мишуга, Модест Менцинський, Олександр Носалевич. У квітні 1903 року Тадеуш Павліковський запросив на гостинні виступи до Львова також і Соломію Крушельницьку. Тоді співачка виступила у шести виставах: «Манон» Жуля Масне, «Графиня» та «Галька» Станіслава Монюшка, «Трубадур» Джузеппе Верді, «Жидівка» Фроманталя Галеві та «Гугеноти» Джакомо Меєрбера.
П'ять оперних сезонів, які відбулися під керівництвом Павліковського, стали прикметними у житті Львівського театру. Критики вважають, що саме він створив умови для втілення сучасної режисури в оперу; вимагав від оперних солістів та хористів такої артистичної гри, яка б досконало відповідала музичному змістові вистави. На думку Тадеуша Павліковського, досконалі декорації та сценічні костюми повинні творити художню цілісність усього спектаклю. Зважаючи на успіх оперних постановок, театральна комісія міської ради Львова визнала свою помилку щодо фінансових обмежень опери й обіцяла Павліковському збільшення асигнування. 1905 року театральна трупа Львівського міського театру очолювана Павліковським виступала у Києві. 30 червня 1906 року закінчився термін контракту Тадеуша Павліковського на посаді директора Міського театру у Львові.

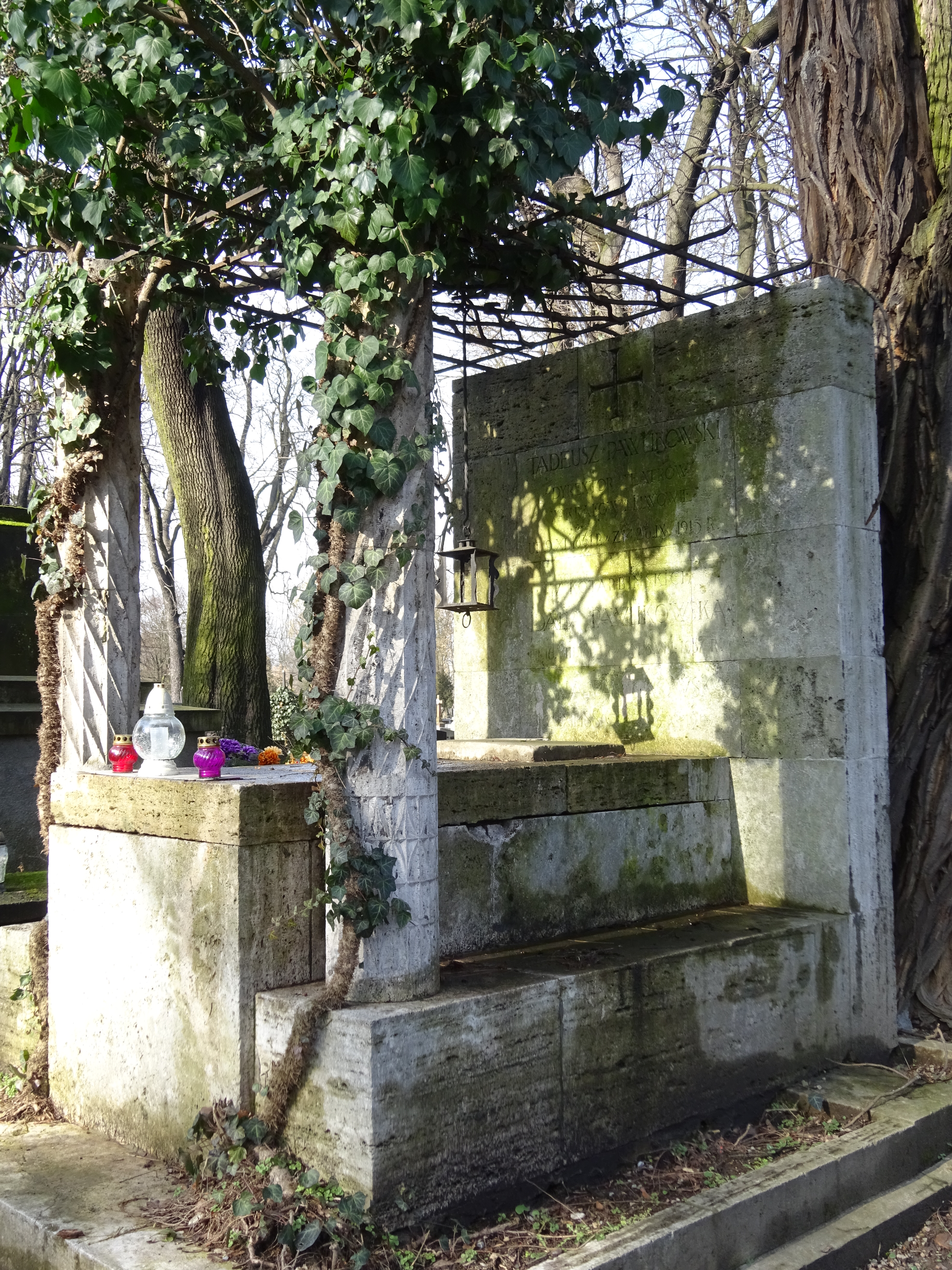
Могила Т. Павліковського

Помер в Кракові 28 вересня 1915 року. Похований на Раковицькому цвинтарі.

## Вшанування пам'яті
У Кракові на фасаді будинку на площі Яна Матейка, 6, де Тадеуш Павліковський мешкав наприкінці свого життя, встановлено пам'ятну таблицю.